# La salvación (canción de Arde Bogotá)
«La salvación» es una canción del grupo español de rock alternativo Arde Bogotá, incluida en su segundo álbum de estudio Cowboys de la A3, publicado en 2023. Considerado uno de los temas más emblemáticos de la banda, se convirtió en habitual en sus actuaciones en directo.
En 2024 fue publicada una nueva versión en formato sencillo en colaboración con Enrique Bunbury, de quien el grupo se había declarado admirador.

## Contexto

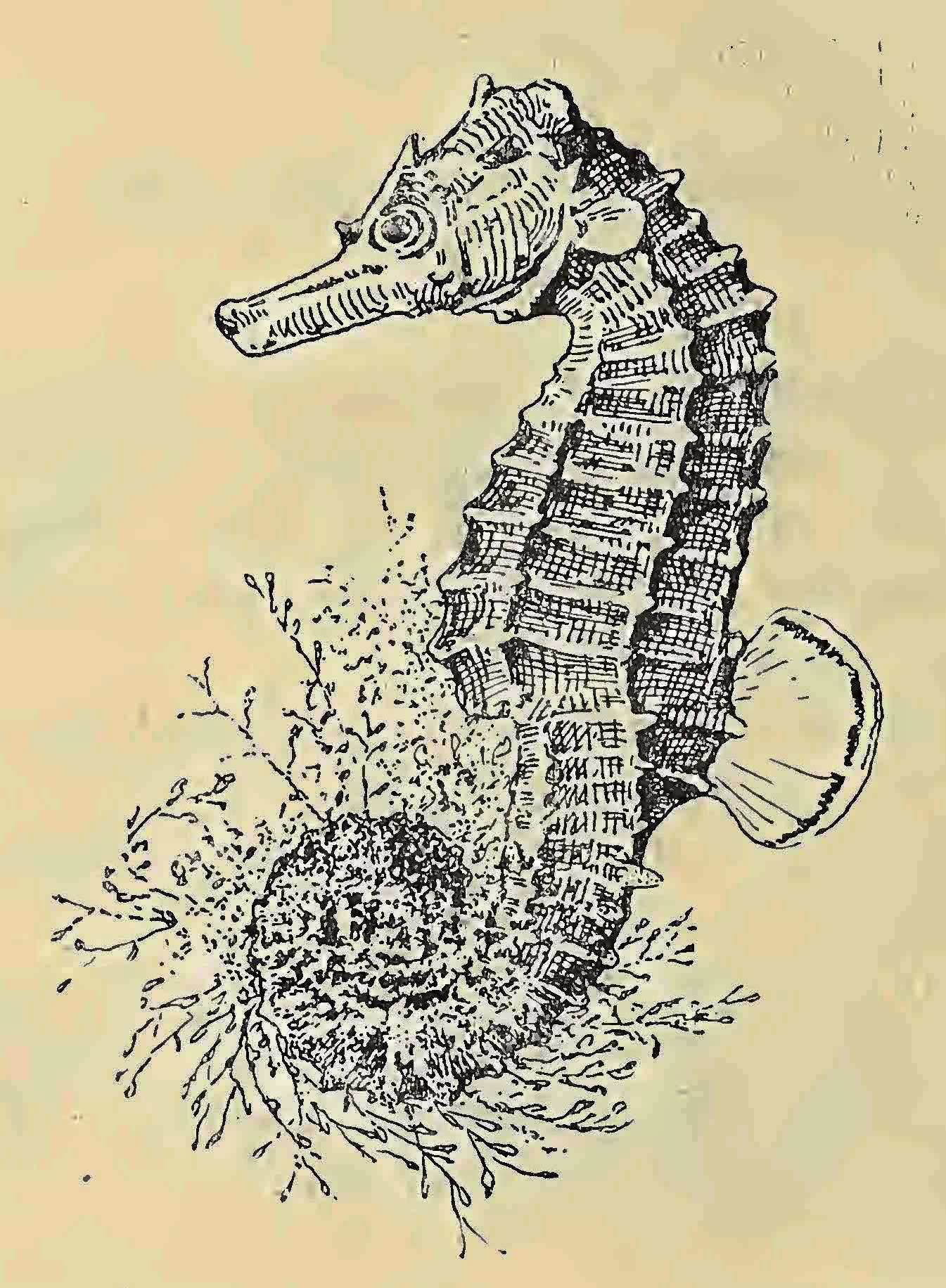
Ilustración de un caballito de mar que representa a la canción en el álbum y que aparece en la carátula del sencillo.

Cowboys de la A3 fue el segundo álbum de estudio de Arde Bogotá, y fue lanzado el 12 de mayo de 2023 a través de Sony Music España. En el corte n.º 12 del álbum se situaba «La salvación», considerada el cierre espiritual de un disco temático dedicado a los viajes y compuesto durante las giras de la banda.
Durante la presentación del disco, el grupo compartió en sus redes sociales las reacciones de diversos invitados al escucharlo en primicia. Uno de los invitados fue la presentadora de televisión Mónica Carrillo, que se emocionó especialmente al escuchar este tema.
Según ha explicado Antonio García en diversas ocasiones, la canción representa el camino a la salvación a través de pequeñas cosas que en ocasiones pasan inadvertidas pero que pueden ser muy importantes.

## Interpretación en directo
Debido a su potente carga sentimental, la canción se convirtió en una de las más aclamadas por los seguidores del grupo en sus intervenciones en directo. En este contexto, el cantante Antonio García solía introducir durante su interpretación algunas frases relacionadas con su significado. En varias ocasiones recitó estrofas de la Elegía a Ramón Sijé de Miguel Hernández, considerando también una elegía este tema.

## Versión con Enrique Bunbury

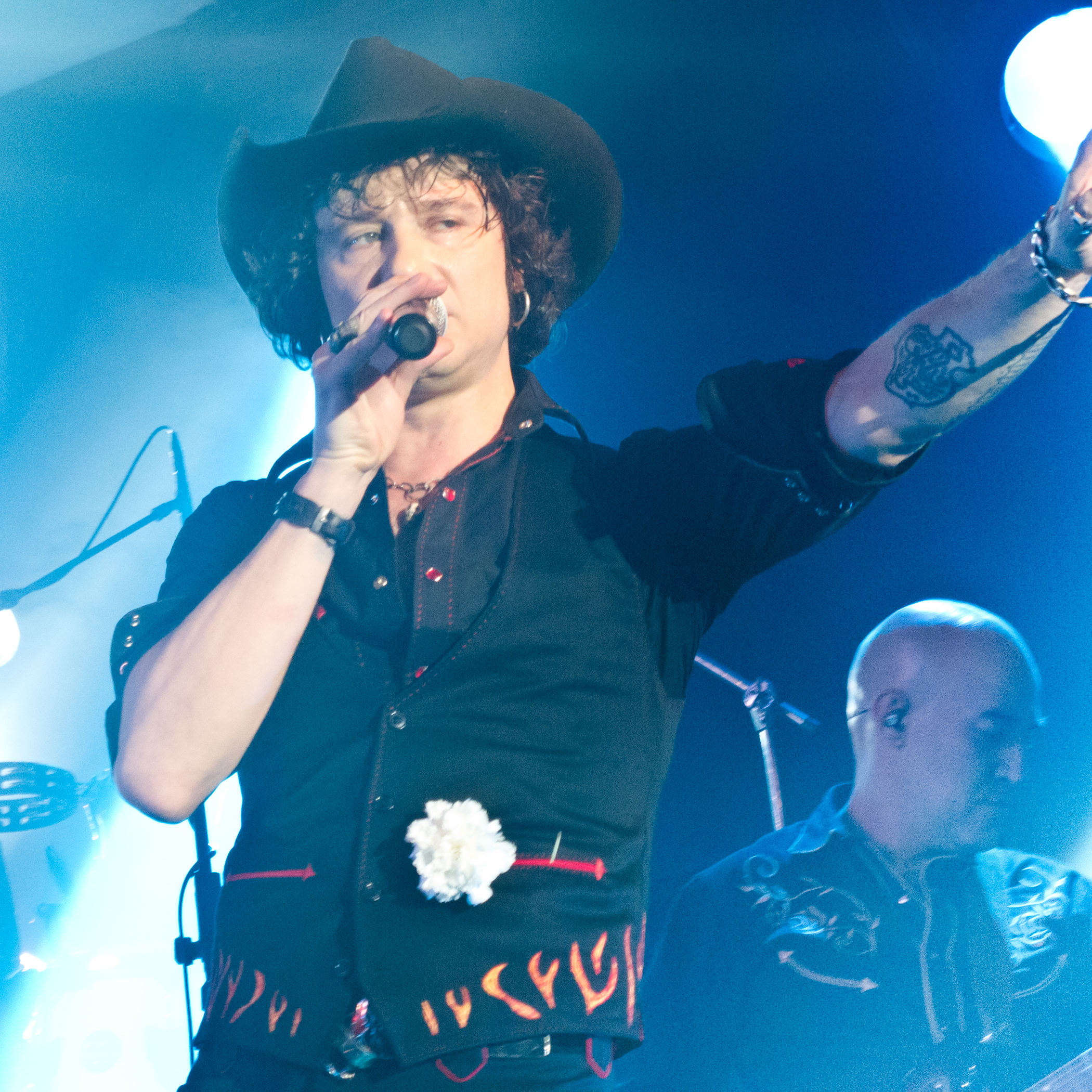
La colaboración de Enrique Bunbury en el sencillo de «La salvación» supuso el cumplimiento de un sueño según los miembros del grupo.

El 10 de abril de 2024 se publicó el sencillo de la canción, una versión en colaboración con Enrique Bunbury. En un comunicado la banda afirmó que esta colaboración se trataba de un sueño hecho realidad, al considerar al exlíder de Héroes del Silencio uno de sus referentes. El tema sufrió algunas variaciones con respecto a la versión original, con el objeto de dar un mayor protagonismo a la nueva colaboración. El productor fue Carles Campi Campón y las mezclas estuvieron a cargo de Carlos Raya.
El sencillo alcanzó en la segunda semana el puesto 51 de la lista oficial de ventas en España de PROMUSICAE, y consiguió además la calificación de disco de platino.

## Videoclip
El videoclip de la canción fue dirigido por Óscar Noriega, y producido por Smart Factory y Sony Music España. En el mismo aparecen los actores Adriana Jácome y David Dalí junto a los miembros de la banda, y alcanzó el puesto 31 en el ránking de videoclips de FilmAffinity de 2023 con una puntuación de 6,4.
La película narra el viaje de huida de una pareja de atracadores, y está rodada en el Aeródromo de Los Martínez del Puerto y otras localizaciones de Murcia y Cartagena. Se trata del tercero de tres capítulos iniciados con los videoclips de «Los perros» y «Cowboys de la A3».

## En el cine
«La salvación» formó parte de la banda sonora original de la película española Un lío de millones de 2024.

## Premios y nominaciones
| Año  | Premio                                | Categoría                 | Nominación                     | Resultado |
| ---- | ------------------------------------- | ------------------------- | ------------------------------ | --------- |
| 2024 | Premios de la Academia de Música 2024 | Mejor Canción de Pop/Rock | «La salvación»                 | Nominado  |
| 2024 | Premios de la Academia de Música 2024 | Compositor del Año        | Arde Bogotá por «La salvación» | Nominado  |